# Tina Pic
Tina Pic, amb el nom de soltera de Tina Mayolo, (Santa Fe, Nou Mèxic, 9 de maig de 1966) és una ciclista nord-americana professional des del 2000. Ha guanyat dos cops el Campionat panamericà en ruta.

## Palmarès
- 1999
  - Vencedora d'una etapa al Fitchburg Longsjo Classic
- 2000
  - 1a al USA Cycling National Racing Calendar
  - Vencedora d'una etapa al Tour de Gila
- 2003
  - Vencedora d'una etapa al Fitchburg Longsjo Classic
  - Vencedora d'una etapa al Nature Valley Grand Prix
- 2004
  - 1a al USA Cycling National Racing Calendar
  - 1a a l'International Cycling Classic
  - Vencedora d'una etapa al Redlands Bicycle Classic
  - Vencedora d'una etapa a la Joe Martin Stage Race
  - Vencedora d'una etapa al Tour del Gran Mont-real
  - Vencedora de 3 etapes al Tour de Toona
  - Vencedora de 2 etapes al Fitchburg Longsjo Classic
- 2005
  - Campiona Panamericana en Ruta
  - 1a al USA Cycling National Racing Calendar
  - Vencedora d'una etapa al Geelong Tour
  - Vencedora d'una etapa a la Volta a Nova Zelanda
  - Vencedora d'una etapa a la San Dimas Stage Race
  - Vencedora d'una etapa a la Sea Otter Classic
  - Vencedora de 2 etapes al Tour de Toona
  - Vencedora d'una etapa al Nature Valley Grand Prix
- 2006
  - 1a al USA Cycling National Racing Calendar
  - 1a al Sea Otter Classic
  - 1a al CSC Invitational
  - Vencedora d'una etapa al Geelong Tour
  - Vencedora d'una etapa al Redlands Bicycle Classic
  - Vencedora de 2 etapes a la Joe Martin Stage Race
  - Vencedora de 2 etapes al Tour de Toona
- 2007
  - Campiona Panamericana en Ruta
  -  Campiona dels Estats Units en critèrium
  - 1a al US Cycling Open
  - 1a al Tour de Leelanau
  - Vencedora d'una etapa al Geelong Tour
- 2008
  - 1a al USA Cycling National Racing Calendar
  - Vencedora de 2 etapes al Mount Hood Cycling Classic
  - Vencedora d'una etapa al Nature Valley Grand Prix
  - Vencedora d'una etapa al Fitchburg Longsjo Classic
- 2009
  -  Campiona dels Estats Units en critèrium
  - Vencedora de 2 etapes al Fitchburg Longsjo Classic